# فل بليت
فل كاري بليت (بالإنجليزي Philip Cary Plait ولد في 30 سبتمبر 1964,) ويعرف بالفلكي السيء (نسبة إلى كتابه الذي يتحدث عن المفاهيم الخاطئة عن علمي الفضاء والفلك). وهو عالم فلك أمريكي وفيلسوف وكاتب ومدون في العلوم الشعبية. وقد عمل بليت كعضو في فريق هابل سبيس تيليسكوب (مقراب هابل الفضائي) ومراكز الأجرام الفلكية المتخصصة بالصور والأطياف وبالإضافة إلى اشتراكه في التوعية العامة لبعثات وكالة ناسا. وكتب كتابان الأول (Bad Astronomy) والثاني (Death from the Skies).
كما أنه قد أخرج عدة أفلام وثائقية علمية مثل (Phil plait’s Bad Universe on the Discovery Channel) في قناة دسكفوري. وترأس منظمة (James Randi Educational Foundation) من شهر أغسطس 2008 إلى 2009. بالإضافة إلى أنه كتب وقدم حلقات كراش كورس علم الفلك (قناة على موقع اليوتيوب) والتي بثت حلقته الأخيرة مؤخرا.

## بدايته
نشأ بليت في واشنطن وقال أنه بدأ اهتمامه في الفضاء عندما احضر والده مجهراً للمنزل حينما كان عمره لا يتجاوز الخامسة. وبحسب بليت فإنه يقول : "
كان هدفي أن أنظر إلى كوكب زحل ذات ليلة، نظرة واحدة فكانت النظرة التي أدمنتها"

## البحث
عمل بليت في التسعينات مع فريق كوبي ساتلايت (COBE) وبعدها أصبح عضوا في فريق هابل سبيس تيليسكوب في مركز طيران قوادر الفضائي في وكالة ناسا.. ومن ثم عمل عملاً بشكل أكبر في (Space Telescope Imaging Spectrograph ونشر في عام 1995 عدة نظريات حول حلقة مادة (circumstellar) المحيطة بالسوبرنوفا، والتي أدت إلى دراساتٍ إضافية حول آليات الانفجار في قلب السوبرنوفيا. وأدى عمل بليت مع قرادي وآخرون من فريق هابل إلى تقديم صور عالية الدقة لأجسام نجمية معزولة (بما في ذلك AB [8] Aurigae وHD 163296 [9]) . وحصلت هذه النتائج على دراسات إضافية في خصائص النجوم الخافتة والصغيرة وضوابطها في الحجم وتدعى Herbig Ae/Be stars والتي أكدت أيضا على النتائج التي لاحظها جرادي والآخرون.

## التوعية التثقيفية
وبعد مساهماته البحثية العديدة، حول بليت تركيزه إلى التوعية التثقيفية عن طريق التوعية العامة بواسطة الشبكة العنكبوتية عن مرصد فيرمي الفضائي لأشعة غاما وغيرها من بعثات وكالة ناسا الممولة. وشارك عام 2001 في تطوير ورقة بحثية عن إمكانية زيادة الوصول إلى البرامج والموارد التعليمية الفضائية.
و يتحدث كتابه الأول الذي بعنوان، Bad Astronomy: Misconceptions and Misuses Revealed, from Astrology to the Moon Landing "Hoax" عن نفس المواضيع التي يطرحها في موقعه. أما كتابه الثاني الذي بعنوان Death from the Skies) يشرح عن أحداث فضائية قد تؤدي إلى مسح الحياة من على كوكب الأرض وعرض للبيع في شهر أكتوبر 2008. وعمل بليت أيضا في الكتاب السنوي للعلوم ومجلة المستقبل وعلم الفلك في موسوعة بريتانيكا البريطانية. وهو أيضا يعد ضيفا متكررا في معهد سيتو الأسبوعي في Big Picture Science. البرنامج الإذاعي العلمي.
ترك بليت رئاسة منظمة JREFلكي يركز على مشاريع التلفاز مثل برنامج "Phil Plait's Bad Universe" على قناة دسكفوري، ومسلسل وثائقي مكون من ثلاث أجزاء بث الأول منه في الولايات المتحدة في 29 من شهر أغسطس 2010 إلا إنها لم تصبح سلسة. وقد ظهر في عدد هائل من الأفلام الوثائقية والبرامج العلمية كبرنامج How the Universe Works.

### قناة كراش كورس
وفي شهر نوفمبر سنة 2014 أعلن بليت التحاقه في قناة كراش كورس في سلسة تعليمية في موقع اليوتيوب (قناة يوتيوب تعليمية) لشرح علم الفلك. وعُرضت أول حلقة في 15 من شهر يناير 2015. وقد تم عرض47 حلقة، عرضت آخر حلقة منها في 12 فبراير 2016.
ترأس بليت رئاسة منظمة (James Randi Educational Foundation) وعزز فيها الفلسفة العلمية، فبليت يعد متحدث دائم في المحافل العلمية الكبيرة والأحداث والمؤتمرات الفلسفية مثل مؤتمر (The Amaz!ng Meeting TAM) وقد تحدث بليت وكتب حول مواضيع الفلسفة العلمية كدعوته لصالح التحصين النطاق الواسع.

### الحياة الشخصية
دخل بليت جامعة ميشيغان وحصل على شهادة دكتوراه في علم الفلك من جامعة فيجينا سنة 1994. يقيم بليت حالياً في بولدر في كولرادو مع زوجته مارسيلا سيتتر وابنتهم. وذكر بليت في مقابلة له سنة 2009 أن ابنته مهتمة بعلم الفضاء والعلوم بالإضافة إلى عالم الإينمي والمانجا.

### الكتب
- 27 Nerd Disses
- Death from the Skies
- Bad Astronomy

## الجوائز والتكريمات
- جوائز مدونة الويب لعام 2007 - حصل علم الفلك السيئ على جائزة "أفضل مدونة علمية"، بعد أن تعادل مع تدقيق المناخ.[12]

- في مارس 2008، كان لدى بلايت كويكب أطلق عليه اسمه من قبل عالم الفلك الراحل جيف ميدكيف  [لغات أخرى]‏. سُمِّي الكويكب 2000 WG11 باسم 165347 Philplait.[13][14]

- في عام 2009، أُختِير الفلك السيئ ضمن أفضل 25 مدونة على موقع Time.com.[15]

- في عام 2013، حصل بلايت على جائزة فيليب جيه كلاس للمتشككين في منطقة العاصمة الوطنية.[16]

- في عام 2016، حصل بلايت على جائزة ديفيد إن. شرام للصحافة العلمية في مجال الفيزياء الفلكية عالية الطاقة من الجمعية الفلكية الأمريكية[17] عن مقالته عام 2015 بعنوان "الرياح النارية والغاضبة للثقب الأسود الهائل".[18]

### الروابط الخارجية
- مدونة الفلك السيء http://www.slate.com/content/slate/blogs/bad_astronomy.html
- أرشيف موقع الفلك السيء http://www.badastronomy.com/index.html
- حساب فل بليت في موقع تويتر https://twitter.com/badastronomer
- قناة فل بليت في موقع اليوتيوب https://www.youtube.com/user/TheBadAstronomer

## اانظر أيضًا
- كراش كورس

## روابط خارجية
- فل بليت على موقع IMDb (الإنجليزية)
- فل بليت على موقع ميوزك برينز (الإنجليزية)